# Nova Creu Alta
La Nova Creu Alta es un estadio que se encuentra en la localidad catalana de Sabadell, España. Es sede oficial del equipo Centre d'Esports Sabadell. 

## Historia
Este estadio, inaugurado el 20 de agosto de 1967, tiene una capacidad de 11 981 espectadores, y ha vivido la historia más reciente de la entidad arlequinada, desde su paso por Primera División y por la competición europea de la Copa de Ferias hasta dos temporadas en Tercera División.
La dirección del estadio es Plaça Olímpia s/n, 08206 Sabadell, y las oficinas del club se encuentran en el propio estadio.

## Partidos de los Juegos Olímpicos de Barcelona 1992
- Egipto -  Catar 0-1 24 de julio de 1992 (32 años)
- Ghana -  Australia 3-1 26 de julio de 1992 (32 años)
- Colombia -  Catar 1-1 27 de julio de 1992 (32 años)
- Suecia -  Marruecos 4-0 28 de julio de 1992 (32 años)
- Colombia -  Egipto 3-4 29 de julio de 1992 (32 años)
- México -  Ghana 1-1 30 de julio de 1992 (32 años)